# ائتلاف الإطلاق المتحد
ائتلاف الإطلاق المتحد (بالإنجليزية: United Launch Alliance)‏ ULA هي شركة أنشأت بين أنظمة فضاء لوكهيد مارتين، وبوينغ للدفاع والفضاء والأمن في عام 2006 عن طريق جمع فريقين من هاتين الشركتين وذلك لتزويد خدمات إطلاق المركبات الفضائية لحكومة الولايات المتحدة. من أهم زبائن الحكومة الأمريكية هم وزارة الدفاع الأمريكية وناسا بالإضافة إلى مؤسسات أخرى. سيطرت لوكهيد وبوينغ من خلال ائتلاف الإطلاق المتحد على العقود الحكومية لفترة زادت عن عشر سنوات حتى منحت قوات الجو الأمريكية عقد إطلاق قمر GPS إلى شركة سبيس إكس في عام 2016.